# Острова Вилькицкого (Карское море)
Острова́ Вильки́цкого — группа островов в Карском море в составе архипелага Норденшёльда. Административно относятся к Таймырскому району Красноярского края России.
Расположены в юго-западной части архипелага, являясь самой южной группой Норденшельда. Граничат с островами Пахтусова на северо-востоке и с островами Цивольки на северо-западе. Отделены от прочих островов архипелага проливом Радзеевского.
Лежат плотной вытянутой с юго-запада на северо-восток группой. Расстояние с юго-запада на северо-восток — чуть более 35 километров, расстояние между островами группы не превышает 8 километров. На входящем в состав островов Вилькицкого острове Чабак расположена наивысшая точка всего архипелага — 107 метров. Расстояние от самой южной точки до континентальной России составляет около 20 километров. Названы в 1901 году в честь Андрея Ипполитовича Вилькицкого, русского гидрографа, геодезиста и исследователя Арктики.
Состав (с северо-востока на юго-запад)
- Новый — самый северный остров группы.
- Стрижёва — небольшой округлый остров в северной части группы. Является самым восточным из островов Вилькицкого.
- Чабак — крупнейший остров группы.
- Центральный — небольшая островная скала к югу от острова Чабак.
- Корсар — малый пологий остров к юго-востоку от острова Чабак.
- Грозный — невысокая островная скала между островами Чабак и Пета.
- Тугут — небольшой остров в центральной части группы.
- Пета — средних размеров остров формой полумесяца в центральной части группы.
- Смежный — небольшой остров в центральной части группы.
- Швецова — малый пологий остров в центральной части группы.
- Джекмана — второй по размеру остров группы.
- Каменистый — узкий вытянутый остров у западного побережья острова Джекмана.
- Овальный — овальной формы остров в южной части группы.
- Ховгарда — узкий, вытянутый с севера на юг остров в южной части группы.
- Герберштейна — самый южный и самый западный остров группы.